# Ушна
Ушна (рос. Ушна) — річка у Владимирській області, ліва притока Оки. Довжина річки — 160 км. Площа сточища — 3060 км².
Річка Ушна має виток біля селища Добрятино, протікає по південному сходу Владимирської області і впадає в Оку нижче міста Муром. Середній похил 0,324 м/км.

## Притоки (км від гирла)
- 28 км: Морозимо (пр)
- 42 км: Колп (лв)
- 101 км: Костянка (лв)
- 109 км: річка без назви, біля с. Николо-Ушна (лв)
- 131 км: струмок Варюха (лв)